# Niederscherli
Niederscherli (berndeutsch Niderscherli [ˈnɪd̥ɾˌʃɛːɾli]) ist das sechstgrösste Dorf der Gemeinde Köniz in der Schweiz und hat 2145 Einwohner. Es befindet sich südwestlich vom Hauptort Köniz und ist mit der S-Bahn von Bern aus in gut 18 Minuten erreichbar. Der Wortbestandteil ‑scherli im Ortsnamen geht vermutlich auf den althochdeutschen Personennamen Skerilo zurück.

## Geographie
Niederscherli nimmt im oberen Teil der Gemeinde Köniz eine Zentrumsfunktion für die umliegenden Dörfer wahr. Im Dorf findet man trotz relativ wenig Einwohnern eine breite Auswahl an Einkaufsmöglichkeiten und zahlreiche Handwerkerbetriebe. Die Grundschule mit Kindergarten liegt an der Haltenstrasse, das Oberstufenschulhaus beim Dorfeingang an der Schwarzenburgstrasse. Neben dem alten Dorfzentrum an der Schwarzenburgstrasse sind das «Bifit», die «Halten» und der «Sonnenberg» beliebte Wohnquartiere.
Mit einem Sportplatz, Wäldern in nächster Umgebung und dem Scherligraben bietet Niederscherli Erholungs- und Freizeitraum. Eine Mischung von Vereinen mit klassischer Ausrichtung (Sport, Musik, Brauchtum) ergänzt das Freizeitangebot.

## Geschichte
Im Jahre 1846 wurde die erste Postablage in Niederscherli errichtet, doch schon im darauffolgenden Jahr wurde diese wieder geschlossen. 1860 wurde die Ablage wiedereröffnet und 1890 zum Postbüro erweitert. Das Postlokal wurde mehrere Male verlegt. Auf Grund des Bevölkerungswachstums wurden 1985 modernere Postdiensträume an der Strasse zur Station, in der Nähe des Bahnhofs Niederscherli, eröffnet.

## Persönlichkeiten
- Elsbeth Kasser (1910–1992), Krankenschwester – «Madonna von Gurs»
- Susana (geb. Looser, 1916–2010), Flamencotänzerin
- Rolf Looser (1920–2001), Cellist und Komponist
- Christian Heitz (1942–2006), Botaniker, Lehrer und Autor